# Anna Sagová
Anna Sagová (* 28. července 1946) byla slovenská a československá politička a bezpartijní poslankyně Sněmovny lidu Federálního shromáždění za normalizace.

## Biografie
K roku 1981 se profesně uvádí jako samostatná referentka. Ve volbách roku 1981 zasedla do Sněmovny lidu (volební obvod č. 138 - Ružinov, Bratislava). Ve Federálním shromáždění setrvala do konce funkčního období, tedy do voleb roku 1986.